# Damion Lowe
Damion Lowe (Kingston, 5 de mayo de 1993) es un futbolista jamaicano que juega de defensor en el Erbil S. C. de la Liga de Estrellas de Irak.

## Biografía
Es hijo del exjugador Onandi Lowe, quien jugó en la Copa Mundial de 1998.[cita requerida]

## Selección nacional
Ha sido internacional con la selección de Jamaica en 75 ocasiones anotando tres goles.

### Participaciones en Copas América
| Torneo            | Sede           | Resultado    | Partidos | Goles |
| ----------------- | -------------- | ------------ | -------- | ----- |
| Copa América 2024 | Estados Unidos | Primera fase | 3        | 0     |

## Clubes
| Club                            | País           | Año       |
| ------------------------------- | -------------- | --------- |
| Hartford Hawks                  | Estados Unidos | 2011-2013 |
| Reading United                  | Estados Unidos | 2013-2014 |
| Seattle Sounders F. C.          | Estados Unidos | 2014-2016 |
| Minnesota United F. C. (cedido) | Estados Unidos | 2016      |
| Tampa Bay Rowdies               | Estados Unidos | 2017      |
| IK Start                        | Noruega        | 2017-2020 |
| Phoenix Rising F. C.            | Estados Unidos | 2020      |
| Al-Ittihad Alexandria           | Egipto         | 2020-2021 |
| Inter de Miami                  | Estados Unidos | 2022-2023 |
| Philadelphia Union              | Estados Unidos | 2023-2024 |
| Al-Okhdood Club                 | Arabia Saudita | 2024-2025 |
| Erbil S. C.                     | Irak           | 2025-     |